# René Minel
René Minel (né le 30 mai 1923 à Valenciennes (Nord) et mort le 1er janvier 2001 à Saint-Saulve) est un footballeur français. Ce nordiste a joué comme demi à Valenciennes dans les années 1940. 
Le stade de Bruay-sur-l'Escaut porte son nom.

## Carrière de joueur
- 1940-1951 :  US Valenciennes-Anzin
- 1951-1953 :  SCO Angers [1]